# Ле-Дантю, Михаил Васильевич
Михаил Васильевич Ле-Дантю (Ледантю, фр. Mikhaïl Le Dentu; 27 января [8 февраля] 1891, Чижово, Собинский район — 25 августа 1917, Проскуров, Подольская губерния) — российский художник-авангардист, теоретик раннего русского авангарда. В 1912 году открыл живопись грузинского самоучки-примитивиста Нико Пиросмани. Один из основателей (наряду с Ольгой Лешковой) и вдохновитель литературно-художественной группы русских футуристов «Бескровное убийство» (1914—1918). Участник Первой мировой войны; возвращаясь с фронта, был убит при попытке остановить соотечественников-дезертиров.

## Биография

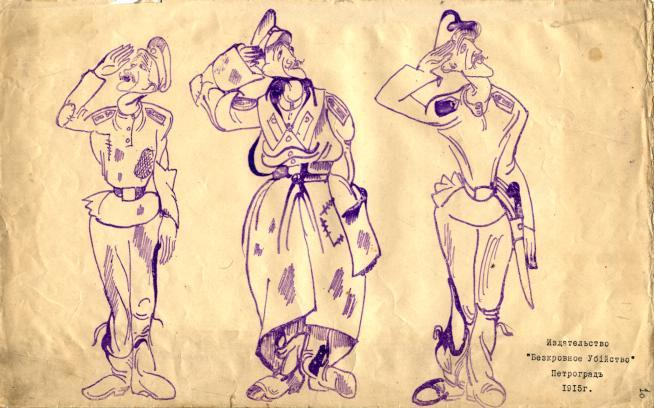
Михаил Ле-Дантю. Тройной автопортрет в военной форме. 1915. Рисунок для одного из выпусков журнала «Бескровное убийство»

Родился в семье политического ссыльного, земского врача Василия Ле-Дантю, рано погибшего при работе на эпидемии холеры.
В 1908 году окончил реальное училище в Петербурге, летом 1909 года поступил в Академию художеств. В 1911 году участвовал в постановке народной драмы «Царь Максимилиан и его непокорный сын Адольф»; стихия русского лубка надолго увлекла его, привив вкус к народному искусству.
В январе 1912 года Ле-Дантю покинул Академию художеств и уехал в Москву, где вместе с М. Ф. Ларионовым, Н. С. Гончаровой, А. В. Шевченко, С. М. Романовичем участвовал в подготовке эпатажной выставки «Ослиный хвост».
Большое влияние на его творчество оказала полугодовая поездка в 1912 году Тифлис, в дом родителей его друга Кирилла Зданевича. Там он обратил внимание на работы неизвестного художника-самоучки (Нико Пиросманишвили), украшающие стены, вывески.
Осенью 1915 года на квартире В. М. Ермолаевой была устроена первая и единственная прижизненная выставка произведений Ле-Дантю.
Той же осенью он был мобилизован на военную службу, и, после нескольких месяцев обучения во Владимирском пехотном училище, прапорщика Ле-Дантю отправили на фронт Первой мировой войны.
Возвращаясь домой в отпуск, 25 июля 1917 года при попытке остановить соотечественников-дезертиров под Проскуровым Михаил Ле-Дантю был сброшен ими между вагонов и раздавлен поездом.

## Галерея

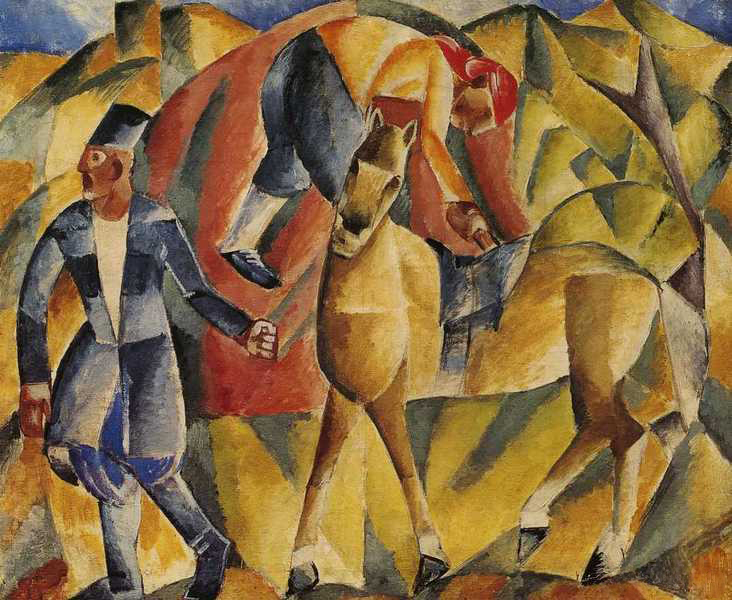
Человек с лошадью. 1910. Х., м.
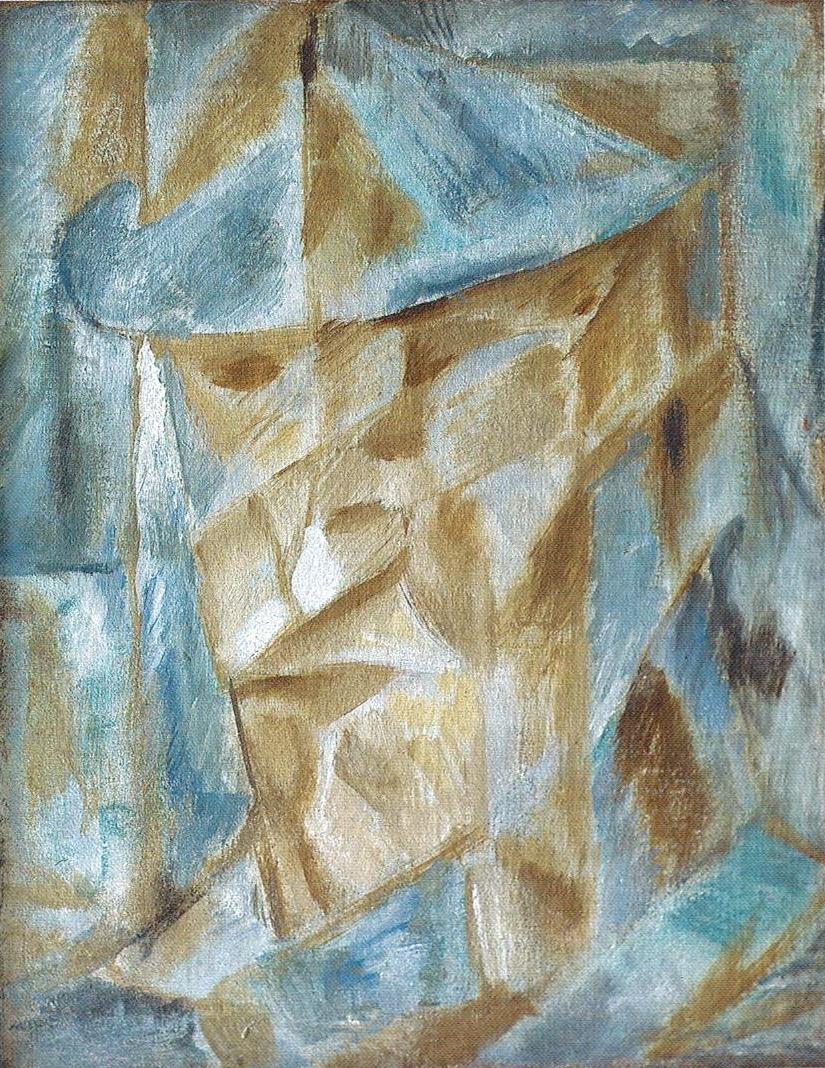
Портрет актёра. 1912. Х., м. ЯХМ
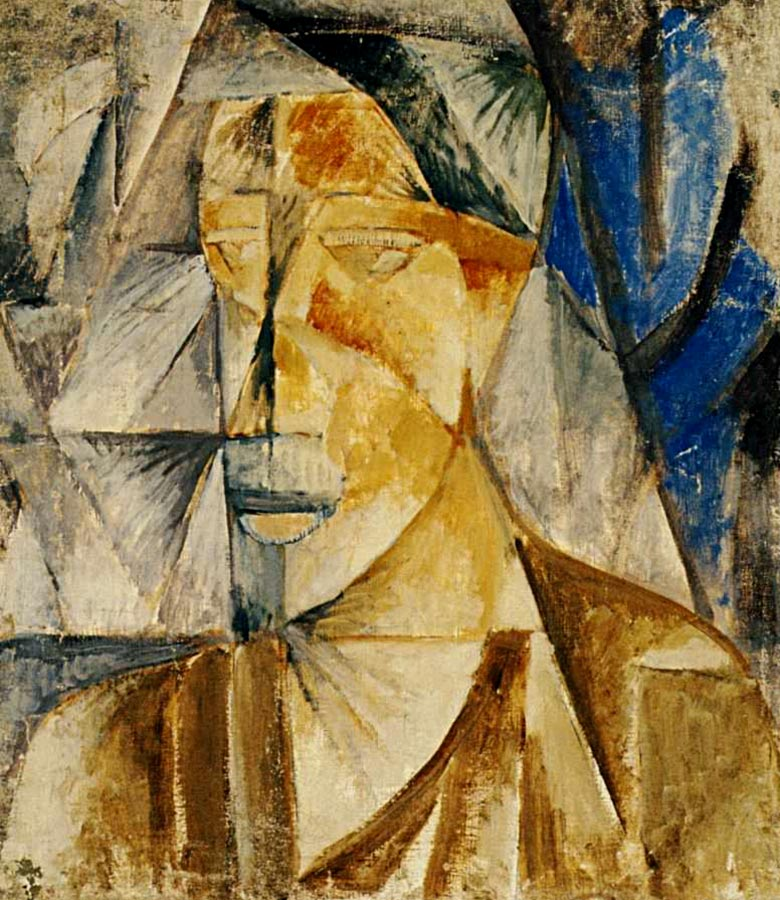
Портрет Мориса Фаббри. 1912. Х., м. СХМ
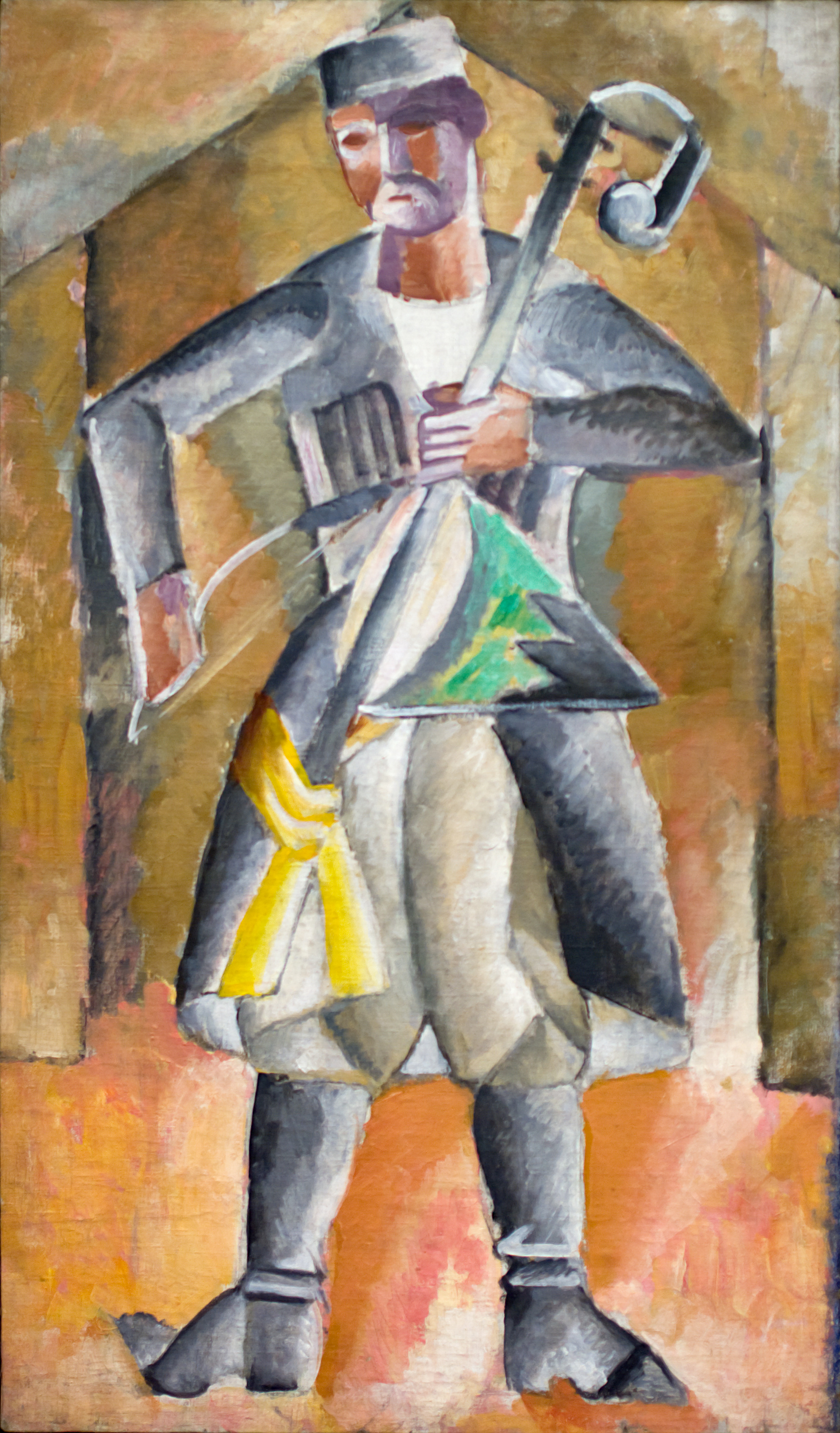
Сазандар. 1912—1913. Х., м. ГРМ